# Geneva (Florida)
Geneva es un lugar designado por el censo ubicado en el condado de Seminole en el estado estadounidense de Florida. En el Censo de 2010 tenía una población de 2.940 habitantes y una densidad poblacional de 90,96 personas por km².

## Geografía
Geneva se encuentra ubicado en las coordenadas 28°44′17″N 81°6′49″O / 28.73806, -81.11361. Según la Oficina del Censo de los Estados Unidos, Geneva tiene una superficie total de 32.32 km², de la cual 30.07 km² corresponden a tierra firme y (6.97%) 2.25 km² es agua.

## Demografía
Según el censo de 2010, había 2.940 personas residiendo en Geneva. La densidad de población era de 90,96 hab./km². De los 2.940 habitantes, Geneva estaba compuesto por el 91.84% blancos, el 1.67% eran afroamericanos, el 0.48% eran amerindios, el 2.38% eran asiáticos, el 0% eran isleños del Pacífico, el 1.33% eran de otras razas y el 2.31% pertenecían a dos o más razas. Del total de la población el 5.27% eran hispanos o latinos de cualquier raza.